# Adrien Toussaint
Pour les articles homonymes, voir Toussaint (homonymie).
Adrien, Auguste Toussaint, né le 21 juillet 1895 à Saizerais (Meurthe-et-Moselle) et mort le 15 juin 1951 dans la même commune, est un coureur cycliste  et résistant-déporté français.

## Biographie
Il est engagé volontaire pendant la première guerre mondiale.
Après la guerre, il apprend la mécanique et ouvre un magasins de cycles à  Saizerais. Il court Paris-Nancy en 1923 où il termine 9e. Il participe au Critérium des Aiglons 1924. Il participe au Tour de France 1923, 1924,,, 1925 et 1926.
Résistant durant la Seconde Guerre mondiale, intégré au mouvement « Lorraine », Adrien Toussaint devient le lieutenant Lacroix. Arrêté, il est déporté à Neuengamme et libéré en juin 1945,.

## Palmarès

### Résultats sur le Tour de France
- 1923 : abandon (6e étape)
- 1924 : 57e
- 1925 : abandon (8e étape)
- 1926 : abandon (11e étape)

## Distinctions
- Chevalier de la Légion d'honneur (1946)[14]
- Médaille militaire[14]
- Croix de guerre 1914–1918[15]
- Croix de guerre 1939–1945[14]
- Médaille de la Résistance française[14]
- Croix du combattant volontaire 1914–1918[16]
- Médaille d'honneur pour acte de courage et de dévouement, bronze
- Médaille commémorative de la guerre 1914–1918

## Hommage

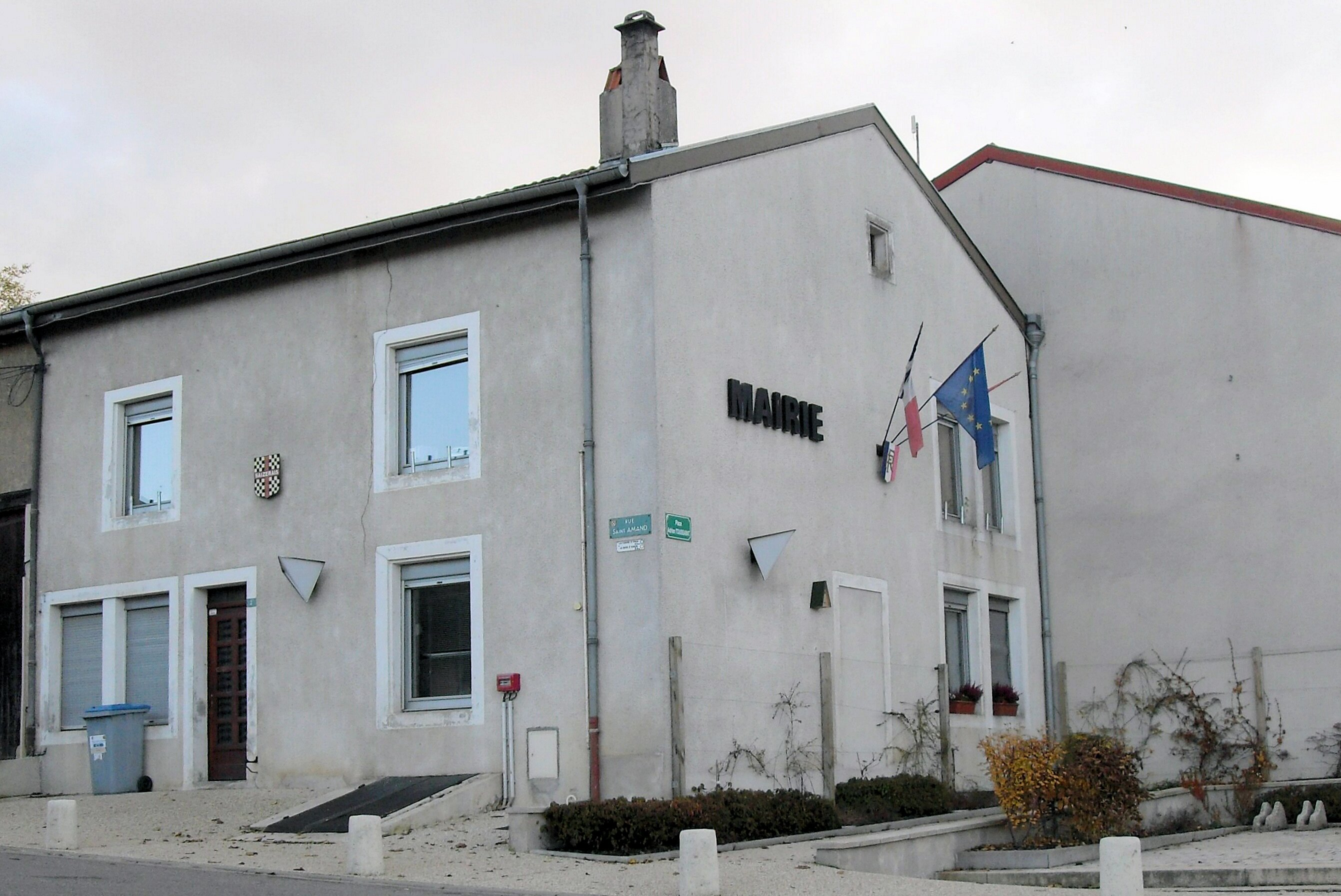
Vue de la place Adrien-Toussaint.

La place de la mairie porte son nom à Saizerais.